# Garfield Park
Garfield Park (in italiano: Parco Garfield) è un parco urbano di 0.74 km2 di Chicago, sito nel quartiere di East Garfield Park (zona west side), nonché il più antico dei tre presenti a West Side (Humboldt Park, Garfield e Douglas Park).
É sede del conservatorio omonimo: Garfield Park Conservatory.

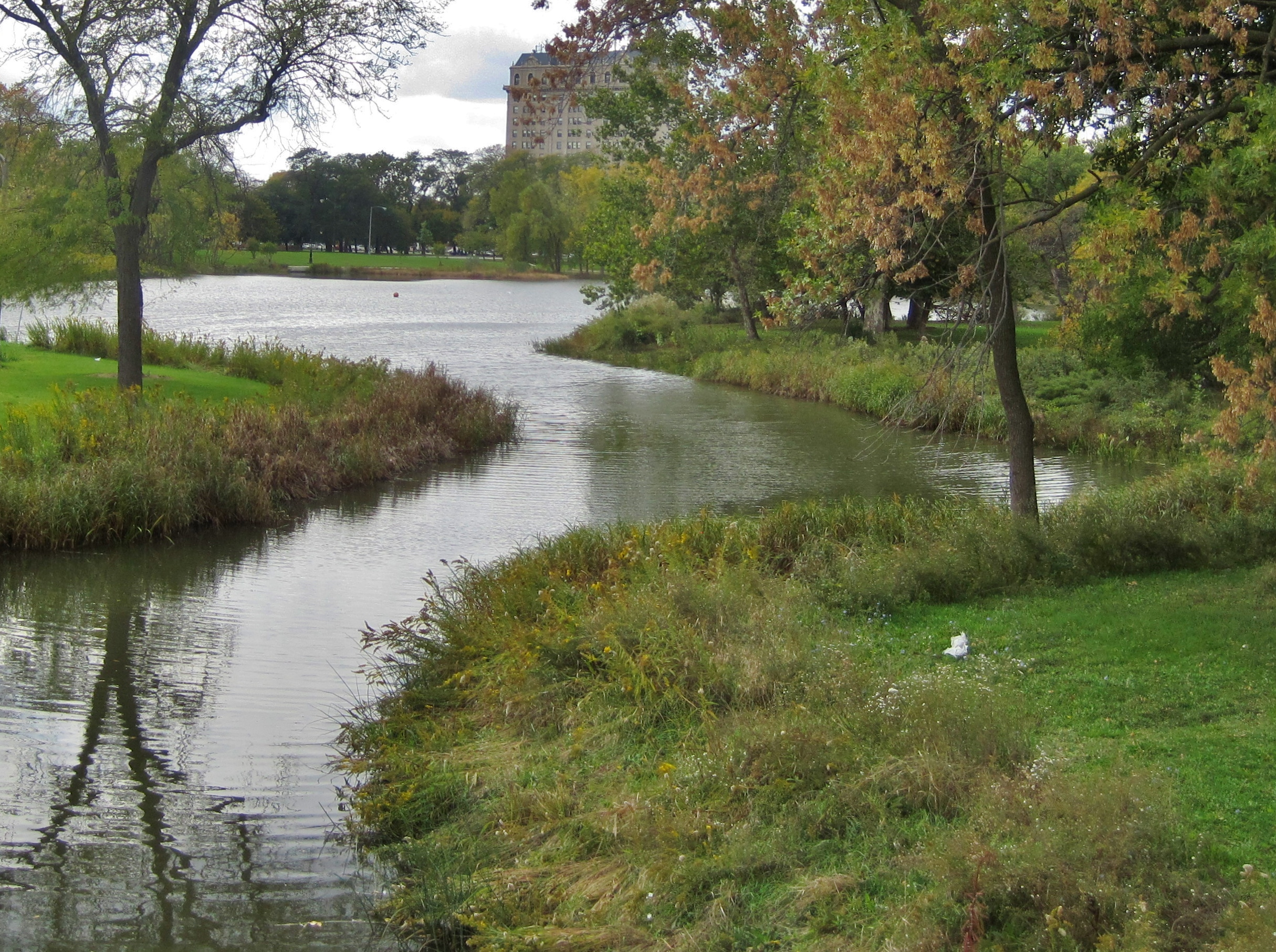
Il parco

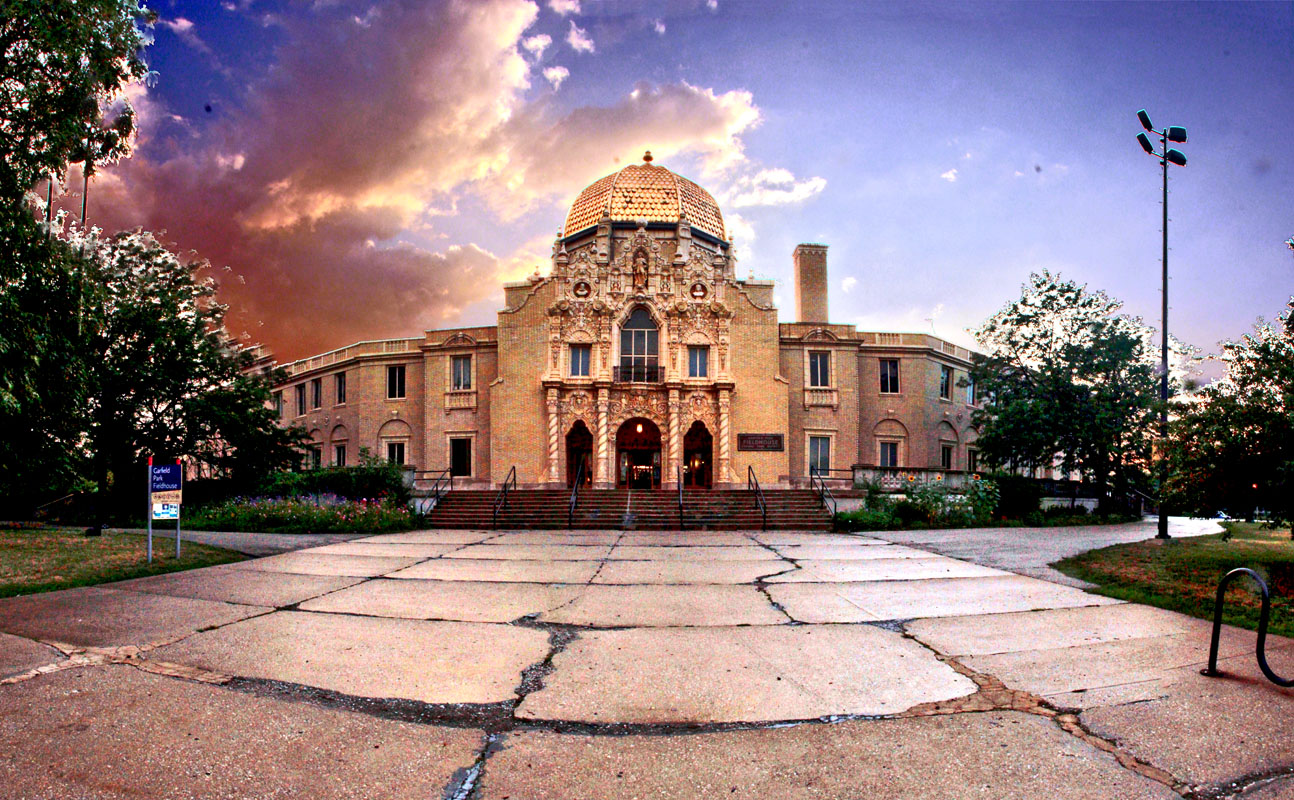
Il Garfield Park Fieldhouse